# Pire Soirée
Pour plus de détails, voir Fiche technique et Distribution.
# Pire Soirée ou Dure Soirée au Québec (Rough Night) est une comédie américaine réalisée par Lucia Aniello, sortie en 2017.

## Synopsis
Un strip-teaser trouve la mort par accident durant un enterrement de vie de jeune fille, organisé par cinq meilleures amies, à Miami.

## Fiche technique
- Titre original : Rough Night
- Titre français : # Pire Soirée
- Titre québécois : Dure Soirée
- Réalisation : Lucia Aniello
- Scénario : Lucia Aniello et Paul W. Downs
- Photographie : Sean Porter
- Montage : Craig Alpert
- Musique : Dominic Lewis, Cliff Martinez, Skrillex
- Production : Lucia Aniello, Dave Becky, Paul W. Downs et Matthew Tolmach
- Sociétés de production : Paulilu Productions et Matt Tolmach Productions
- Société de distribution : Columbia Pictures
- Pays d'origine :  États-Unis
- Langue originale : anglais américain
- Genre : comédie
- Durée : 101 minutes
- Dates de sortie :
  - États-Unis : 16 juin 2017
  - France : 26 juillet 2017

## Distribution

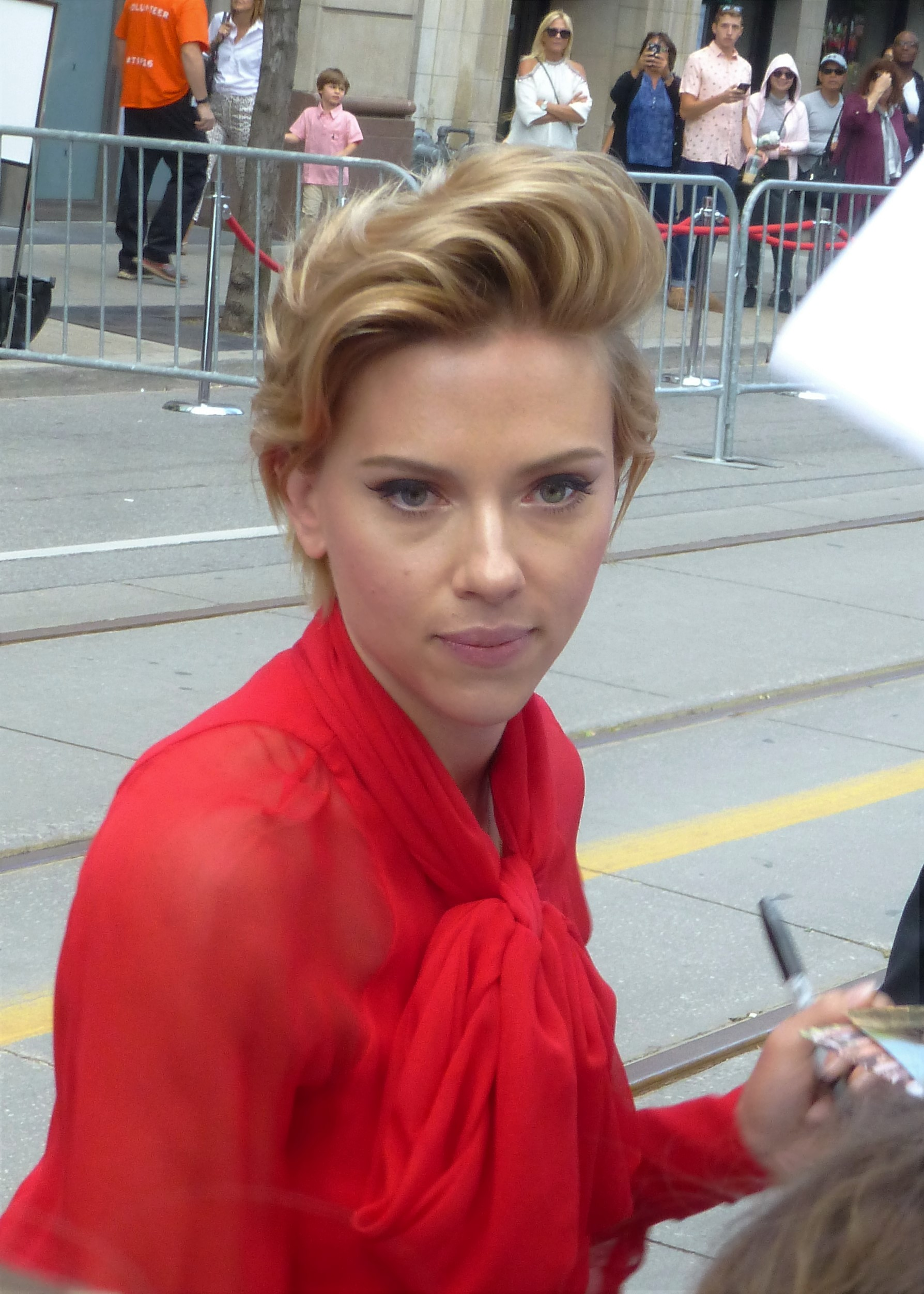
Scarlett Johansson.

- Scarlett Johansson (VF : Agathe Cemin ; VQ : Camille Cyr-Desmarais) : Jess
- Zoë Kravitz (VF : Zina Khakhoulia ; VQ : Marie-Evelyne Lessard) : Blair
- Kate McKinnon (VF : Olivia Luccioni ; VQ : Annie Girard) : Pippa
- Jillian Bell (VF : Gaëlle Marie ; VQ : Véronique Marchand) : Alice
- Ilana Glazer (VF : Célia Asensio ; VQ : Aline Pinsonneault) : Frankie
- Paul W. Downs (VF : Hervé Rey ; VQ : François-Simon Poirier) : Peter
- Demi Moore (VF : Marie Vincent ; VQ : Élise Bertrand) : Lea
- Ty Burrell (VF : Patrick Osmond ; VQ : Pierre Auger) : Pietro
- Dean Winters (VF : Yann Sundberg ; VQ : Claude Gagnon) : Détective Frazier
- Eric André (VF : Marc Arnaud) : Jake
- Colton Haynes (VF : Jimmy Redler) : Scotty
- Ryan Cooper : Jay
- Karan Soni : Raviv
- Laura Grey (VF : Elsa Davoine) : Lisa
- Patrick Carlyle (VF : Nicolas Hardy) : Patrick

 Source et légende : version française (VF) sur RS Doublage